# لودفيغ روت
لودفيغ روث (بالألمانية: Ludwig Roth)‏ هو مهندس فضاء جوي ومهندس ألماني، ولد في 10 يونيو 1909 في غروس-غيراو في ألمانيا، وتوفي في 10 نوفمبر 1967 في ريدوندو بيتش في الولايات المتحدة.